# (23403) Boudewijnbüch
(23403) Boudewijnbüch est un astéroïde de la ceinture principale.

## Description
(23403) Boudewijnbüch est un astéroïde de la ceinture principale. Il fut découvert le 24 mars 1971 à l'observatoire Palomar par Tom Gehrels. Il présente une orbite caractérisée par un demi-grand axe de 2,41 UA, une excentricité de 0,24 et une inclinaison de 26,1° par rapport à l'écliptique.

## Compléments